# Article 49 de la Constitution belge
L'article 49 de la Constitution de la Belgique fait partie du titre III « Des pouvoirs », chapitre premier « Des chambres fédérales ». Il interdit le cumul des mandats de député et de sénateur.
Cet article n'a jamais été modifié depuis la Constitution de 1831, où il portait le numéro 35.

## Texte
« On ne peut être à la fois membre des deux Chambres. »

## Principes similaires dans d'autres législations

### Droit français
L'incompatibilité des mandats n'est pas directement régie par la Constitution de 1958, mais celle-ci en délègue, via son article 25, les modalités à une loi organique, qui exclut entre autres le cumul des mandats de député de l'Assemblée nationale et de sénateur.

### Droit suisse
L'article 144 de la Constitution de la Suisse prévoit l'incompatibilité des fonctions de conseiller national et de conseiller des États.